# Patrick McHenry
Patrick Timothy McHenry (nascido em 22 de outubro de 1975) é um político americano que atualmente atua como representante dos EUA no 10º distrito congressional da Carolina do Norte desde 2005, que inclui as comunidades de Hickory e Mooresville. Membro do Partido Republicano e ex-membro da Câmara dos Representantes da Carolina do Norte por um único mandato, McHenry atuou como presidente pro tempore da Câmara dos Representantes dos Estados Unidos de 3 de outubro de 2023 até 25 de outubro de 2023, após a remoção bem-sucedida de Kevin McCarthy através de uma moção para o desocupar, saiu do cargo após Mike Johnson ser eleito o novo presidente. McHenry serviu como vice-chefe republicano da Câmara de 2014 a 2019, membro graduado do Comitê de Serviços Financeiros da Câmara de 2019 a 2023 e presidente do Comitê de Serviços Financeiros da Câmara desde 2023.
1. ↑  «U.S. Congressman Patrick McHenry»
2. ↑  «Mike Johnson é eleito presidente da Câmara dos Deputados dos EUA». Agência Brasil. 25 de outubro de 2023. Consultado em 29 de outubro de 2023
3. ↑  «Association for Better Communication - Rep. Patrick McHenry (R-NC-10)». www.congressweb.com. Consultado em 11 de outubro de 2023